# Группа A
«Группа A» — выпущенные Международной федерацией автоспорта (FISA) правила для доработанных легковых автомобилей, принимающих участие в кольцевых и раллийных автомобильных соревнованиях. Были введены в 1982 году, когда FISA поменяла систему классификации гоночных автомобилей и новая категория сменила Группу 2 (доработанные серийные машины).

## Омологация
До 1991 года правила требовали выпуска не менее 5000 автомобилей данной модификации (например, BMW M3), безотносительно выпуска базовой модели, но на гонки допускались машины созданные на базе «эволюционной» серии, выпущенной тиражом не менее 500 машин (например BMW M3 Evo). При этом должны были сохраняться определенные элементы, например, дверные секции и приборная панель. После 1991 года для попадания в категорию производитель должен был ежегодно производить 2500 автомобилей данной модификации (например Subaru Impreza WRX), на основе модели выпускающейся тиражом не менее 25000 машин в год (например, Subaru Impreza 555). 
Впрочем, некоторые производители, создававшие «эволюционные» партии, не выпускали их в продажу целиком, предпочитая держать как источник запасных частей для восстановления гоночных машин. Например, Volvo в 1985 году после производства 500 машин модификации 240 Turbo лишила 477 машин специального оснащения и продала как обычные дорожные 240 Turbo. В итоге FISA не обнаружила машины омологационной партии в магазинах Volvo, а сама компания для получения омологации должна была назвать имена всех владельцев машин Evo. Форд распродал все 500 машин эволюционной партии RS500 модели Sierra Cosworth и обнаружил в правилах, что может использовать корпус обычной трехдверной Сьерры (уже снятой Фордом с производства), на которую можно устанавливать оборудование машин эволюционной партии.

## Кольцевые автогонки

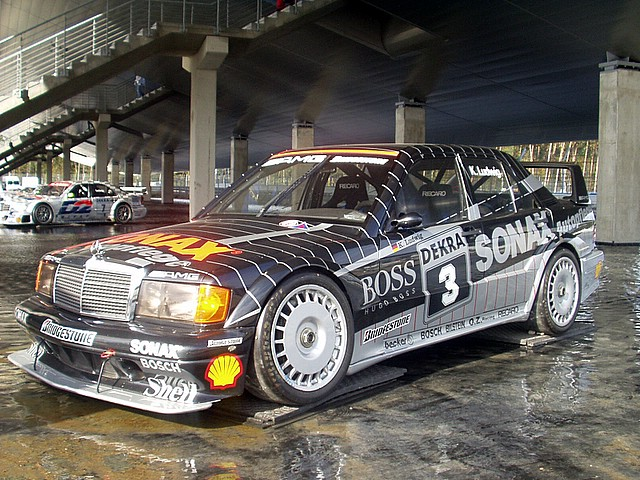
Mercedes 190 Evo-II. ДТМ, 1992

В Европейском кузовном чемпионате «Группа А» была представлена 3 дивизионами — с рабочим объемом двигателя до 1600 см³, 1600—2500 см³ и свыше 2500 см³. Машины несли кузов и аэродинамические элементы как на машинах эволюционной серии, что вынуждало производителя выпускать новинки для всей партии, если он хочет применить их в гонках. Допустимая ширина шин определялась также по объему двигателя.
«Группа А» прекратила своё существование в 1994 году, когда немецкий ДТМ перешёл на правила «Класса 1», а другие кузовные чемпионаты начали переходить на правила Супертуризм Британского кузовного чемпионата. Двухдверные машины японских чемпионатов, обладая мощными двигателями (Nissan Skyline, Toyota Supra), перешли в Японский чемпионат Гран Туризмо (JGTC). В 1993 году в Австралийском чемпионате отказались от правил «Группы А» в пользу правил V8 Supercars и Супертуризма одновременно. Ныне правила «Группы А» используются лишь в соревнованиях по подъему на холм в Европе.

## Ралли

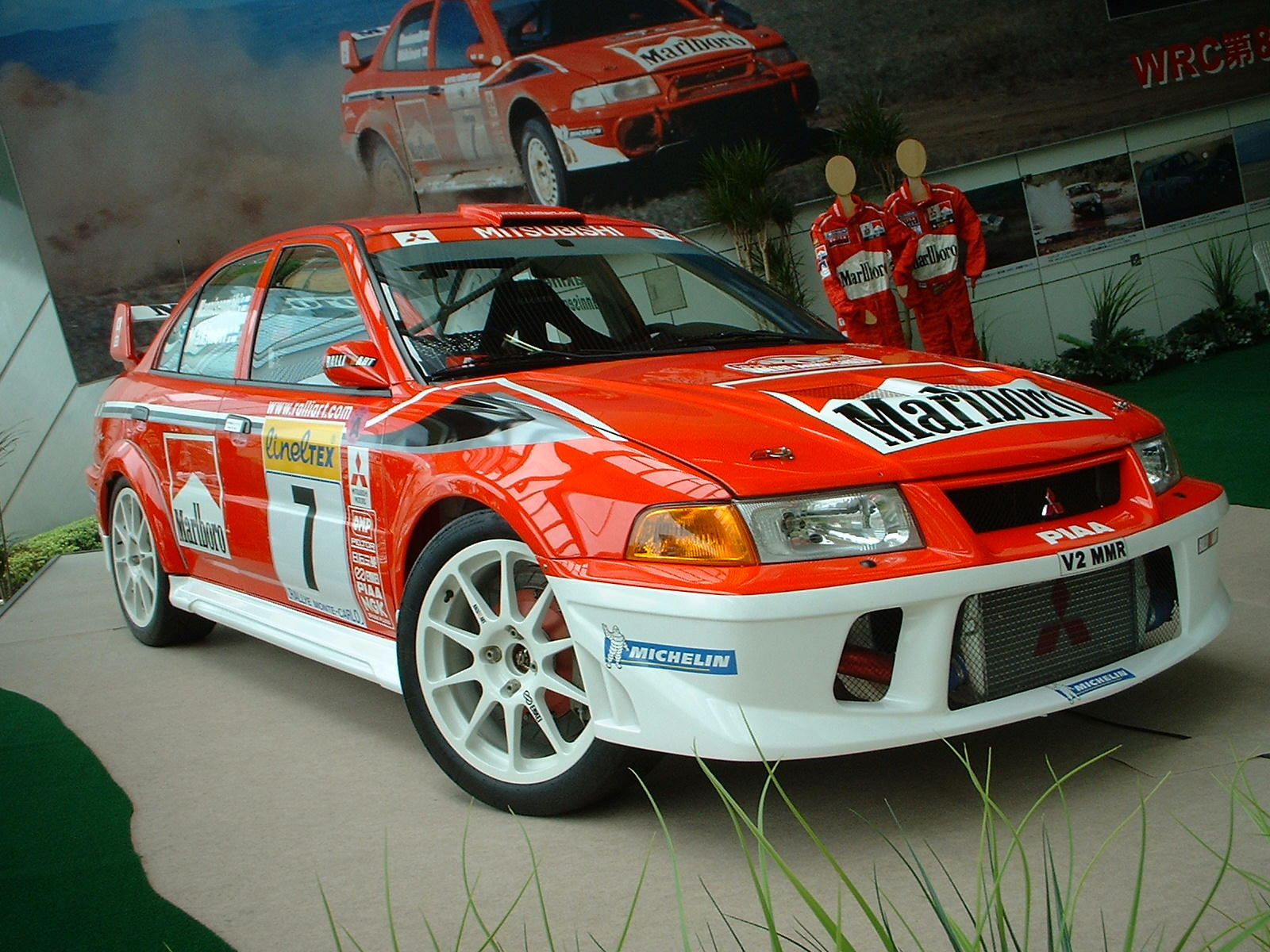
Mitsubishi Lancer Evolution VI, Tommi Mäkinen Edition.

В чемпионате мира по ралли в «Группе А» на ведущих ролях в разные годы были полноприводные и турбированные модели, такие например как Lancia Delta Integrale, Toyota Celica GT-Four, Mazda 323 GTX, Ford Escort RS Cosworth, Subaru Impreza WRX, Mitsubishi Lancer Evolution. Хотя самый первый чемпионат мира в этом классе, разыгранный в 1986 году был выигран на переднеприводном Volkswagen Golf GTi 16V. Но тогда ещё действовала «Группа B», в которой выступали сверхмощные машины, фактически спортпрототипы, а в «Группе А» было мало серьёзных игроков.
Всё изменилось в 1987 году, когда «Группа А» стала основной раллийной категорией, на которой стал разыгрываться чемпионат мира в абсолютном зачёте. До этого, в течение 1986-го после ряда серьёзных аварий международной автомобильной федерацией было принято решение запретить «Группу B» по окончании сезона. В итоге «Группа А» стала главной в раллийном мире вплоть до 1997 года, когда были введены правила World Rally Car. В некоторых национальных чемпионатах правила «Группы А» в качестве топового класса действовали ещё несколько лет после этого. А в чемпионате мира на различных версиях A-групповой модели Mitsubishi Lancer Evolution финн Томми Мякинен смог стать чемпионом в сезонах 1997, 1998 и 1999 годов, несмотря на ожесточённое сопротивление соперников, использующие более продвинутые машины категории World Rally Car, такие как разные варианты Subaru Impreza, Toyota Corolla WRC и Ford Escort.
Омологационная партия для моделей «Группы А» составляла 5000 машин до 1993 года, и 2500 машин — после. Машины для участия в гонках подвергались доработкам с целью увеличения крутящего момента, усиления подвески под различные условия ралли — асфальт, гравий, снег и лёд. Официально по правилам мощность двигателей автомобилей «Группы А» не могла превышать порога в 300 л.с., но чёткого регламента, как проверить эти данные не было, и потому уже во второй половине 1980-х реальные мощности топовых моделей находились в районе 350-400 л.с.

## Чемпионаты, использовавшие правила «Группы A»
- Австралийский кузовной чемпионат (ATCC1985—1992)
- Австралийский кузовной чемпионат для машин с двигателем 2 литра (1986—1987)
- Австралийский чемпионат по гонкам на выносливость (1985—1986 и 1990—1992)
- Австралийский чемпионат среди марок (1985—1991)
- Британский кузовной чемпионат (BTCC, 1983—1990)
- Немецкий кузовной чемпионат (ДТМ, 1984—1992)
- Французский чемпионат по супертуризму (1982—1993)
- Итальянский чемпионат по Супертуризму (1987—1993)
- Европейский кузовной чемпионат (ETCC, 1982—1988)
- Чемпионат мира среди легковых машин (WTCC, 1987)
- Японский кузовной чемпионат (JTCC, 1985—1993)
- Чемпионат мира по ралли (WRC 1987—2001)

## Машины, подготовленные по требованиям «Группы А»
| - Alfa Romeo 33 - Alfa Romeo 75 - Alfa Romeo Alfasud - Alfa Romeo Alfetta GTV and GTV/6 - Audi Coupé GT5E - Audi 80 GLE - Austin Metro - BMW 323i - BMW 5 series - BMW 635 CSi - BMW M3 E30 - Fiat Uno - Ford Capri - Ford Falcon XE - Ford Escort RS 1600i - Ford Escort RS Cosworth - Ford Mustang - Ford Sierra Cosworth and RS500 - Ford Sierra XR4Ti and XR4i - Holden Commodore VK - Holden Commodore VL | - Holden Commodore VN - Holden Gemini - Honda Civic 3rd gen./EF/EG - Jaguar XJS - Lada Samara - Lancia Delta Integrale - Maserati Biturbo - Mazda 323 GTX/GT-R - Mazda 929 - Mazda RX-7 SA22 - Mercedes-Benz 190E 2.5-16 - Mitsubishi Galant VR-4 - Mitsubishi Lancer Evolution I—VI - Mitsubishi Starion - Nissan Gazelle - Nissan Pulsar EN13 - Nissan Pulsar GTI-R - Nissan Skyline RS-X - Nissan Skyline GTS-R - Nissan Skyline GT-R R32 | - Opel Ascona - Opel Monza 3.0E - Rover SD1 3500/Vitesse - Subaru Impreza - Subaru Legacy - Subaru Vivio - Talbot Sunbeam TI - Toyota Celica Supra - Toyota Celica ST162 - Toyota Celica GT-Four ST165, ST185, ST205 - Toyota Corolla FX AE82 - Toyota Corolla AE86 - Vauxhall Astra GTE/Opel Kadett GSi - Volvo 240 turbo - Volvo 360 - Volkswagen Golf GTI - Volkswagen Scirocco |  |